# L'Emmerdeuse (film, 2000)
Pour les articles homonymes, voir L'Emmerdeuse.
 Pour plus de détails, voir Fiche technique et Distribution
L'Emmerdeuse est un film pornographique de Fred Coppula, sorti en 2000.

## Synopsis
Estelle (Estelle Desanges) est la fille gâtée d'un homme riche. Après un énième caprice, son père finit par lui couper les vivres. Elle s'installe alors chez son cousin, mais sème bientôt le désordre autour d'elle.

## Fiche technique
- Titre : L'Emmerdeuse
- Réalisateur : Fred Coppula
- Producteur : Francis Mischkind
- Directeur photo :
- Musique :
- Production et distribution : Blue One
- Durée : 123 min.
- Date de sortie : 2000
- Pays :  France
- Genre : pornographie

## Distribution
- Estelle Desanges
- Silvia Saint
- Meridian
- Fovéa
- Laura Angel
- Titof
- Ian Scott
- Maeva Exel
- Océane
- Rodolphe Antrim
- Sebastian Barrio
- Nathalie Dune
- Delfynn Delage
- Marc Barrow

## Récompenses
- Hot d'or 2000 : 
  - meilleur film européen
  - meilleure starlette française (Estelle Desanges)
  - meilleur acteur européen (Ian Scott)
  - meilleur réalisateur européen (Fred Coppula)
  - meilleur scénario original (Fred Coppula)

## Autour du film
Construit à la manière d'une comédie de mœurs, L'Emmerdeuse est le premier film d'Estelle Desanges. Succès commercial à l'échelle du X français, plusieurs fois récompensé aux Hots d'or, le film permet à l'actrice de devenir l'une des principales vedettes du porno hexagonal de la première moitié des années 2000.